# マグダラのマリア (映画)
『マグダラのマリア』（Mary Magdalene）は、2018年のイギリス・アメリカ合衆国の伝記映画。新約聖書に登場する聖女マグダラのマリアを主人公とする、ヘレン・エドマンソンとフィリッパ・ゴスレットの脚本に基づき、ガース・デイヴィスが監督を務め、ルーニー・マーラがマグダラのマリアを、ホアキン・フェニックスがイエス・キリストを演じている。
マグダラのマリアが長編映画の主人公として描かれる初の映画である。
2016年夏に撮影開始。アメリカ合衆国では当初は2017年11月24日に公開予定であったが延期になった。その後イギリスで2018年3月16日より、オーストラリアで同年同月22日より封切された。
日本では劇場公開されず、ビデオ・オン・デマンドで配信された。
2016年頃から交際していると言われている主演のルーニー・マーラとホアキン・フェニックスの間に2020年9月、息子が産まれた。

## ストーリー
新約聖書の福音書に登場するマグダラのマリアの伝記。

## キャスト
※括弧内は日本語吹替
- マグダラのマリア: ルーニー・マーラ（小林沙苗）
- イエス・キリスト: ホアキン・フェニックス（大塚明夫）
- ペトロ: キウェテル・イジョフォー（志村知幸）
- ユダ: タハール・ラヒム（阪口周平）
- エリシャ: チェッキー・カリョ - マリアの父。
- ダニエル: ドゥニ・メノーシェ - マリアの兄。
- マルタ: サラ＝ソフィー・ブースニーナ（英語版） - マリアの友人。
- サラ: ハダス・ヤロン（英語版）
- ラケル: アリアーヌ・ラベド（英語版）（喜代原まり） - ダニエルの妻。
- スザンナ: ルブナ・アザバル（英語版） - マリアたちが旅の途中で出会った女性。

## 製作
『英国王のスピーチ』を手がけた英製作会社See-Saw Films、英Film4 Productions、米ユニバーサル・ピクチャーズの共同製作。
総合監督するユニバーサル・ピクチャーズ国際製作部門（UPIP）のマネジング・ディレクターであるピーター・クジョースキーとロバート・ワラックは、「マグダラのマリアという人物は、当時にしては非常に珍しい、強い個性を持っていた。彼女の物語は、歴史を揺り動かした社会的混乱、人間の激情、敬虔な信仰というものを、観客に体験させてくれるだろう」と語っている。

## 作品の評価
Rotten Tomatoesによれば、批評家の一致した見解は「『マグダラのマリア』は、その主題に対して敬意を持っているのは明らかだが、残念ながら、彼女の物語を面白くするのに十分な勢いやキャラクターの深みがない。」であり、110件の評論のうち高評価は45%にあたる49件で、平均して10点満点中5.55点を得ている。
Metacriticによれば、24件の評論のうち、高評価は4件、賛否混在は16件、低評価は4件で、平均して100点満点中48点を得ている。